# Цифровой детокс
Цифрово́й дето́кс (англ. Digital detox) — временный сознательный отказ от использования смартфонов, компьютеров, планшетов и других устройств с целью снятия стресса, погружения в реальное общение, творчество, сон или работу.
С понятием цифрового детокса тесно связано понятие «медиаскетика» — (греч. ασκεσις — «упражнение») — образ жизни, характеризующийся пониманием новейших средств коммуникации и разумным использованием их для человеческой жизни; понимание механизмов рекламы, медиа и новейших интернет-технологий для обретения самосознания в новом мире.

## Среда возникновения цифрового детокса
Появление концепции цифрового детокса связывается с изменениями, происходящими в обществе. Это реакция на всё возрастающие объёмы информации, в которых всё сложнее разобраться, сопровождающаяся и зависимостью человека от поглощения информации. Из-за сближения сферы online и offline онлайновые алгоритмы стали сильнее и заметнее влиять на социум. Большинство людей не представляют свою жизнь без социальных сетей и Интернета.
Появляются такие явления, как номофобия (англ. no mobile phobia) — страх остаться без мобильного телефона, фаббинг (от англ. phone «телефон» и англ. snubbing «пренебрежительное отношение») — привычка отвлекаться на мобильные устройства вместо того, чтобы поддерживать разговор с собеседником, экранный вуайеризм — наблюдение за личной жизнью людей через подглядывание за их экранами в общественном транспорте, офисе или дома.
В условиях высоконагруженной техносреды некоторые люди стали желать временно ограничить свою зависимость от цифровых каналов информации и изменить свои отношения с технологическими устройствами.

## Правила цифрового детокса
Дмитрий Соловьев, исследователь компании «Радость понимания», один из участников группы исследователей «Go for digital detox», занимающейся вопросами цифрового детокса и медиаскетизма, предлагает следующие правила цифрового детокса:
1. Настройте свои цифровые каналы: отфильтруйте новостные каналы, избавившись от ненужных сайтов, без которых можно легко обойтись, перестаньте читать новости бессознательно.
2. Устраивайте Local Detox: возьмите за правило проводить определённое время в семье без телефона. Важно: обязательно спланируйте, чем Вы будете заниматься во время Local Detox.
3. Относитесь к информации, как к ресурсу.
4. Следите за «экологией своего технического устройства»: очень важно сохранять логику и принципы расположения иконок, интерфейса.
5. Учитесь сосредотачиваться: делайте упражнения на концентрацию внимания и отказ от технологий. Выделите себе специальное время, когда вы не отвлекаетесь на проверку почты, телефона, социальных сетей и занимаетесь концентрацией.
6. Пользуйтесь программами для концентрации внимания.
7. Собирайте информацию, а не распыляйте её: пользуйтесь дополнительными инструментами (например, тэгирование) или сервисами для хранения заметок, чтобы собирать информацию и иметь возможность вернуться к ней.
8. Изучайте теорию, как работают алгоритмы, сетевые структуры и системы. Они оказывают большое влияние на Вашу жизнь.
9. Не забывайте о физическом мире, о теле, о дыхании, перерывах во время работы за компьютером.
10. Не забывайте об аналоговом творчестве[3].

## Социальные проявления цифрового детокса

### Программы для детокса
Увеличивается популярность различных Digital detox-программ: device-free собраний, воркшопов, летних лагерей, туристических пакетов и пр.
Например, созданная в 2011 году организация «Digital detox» предлагает целую серию различных мероприятий, направленных на «создание гармонии в цифровую эру»: начиная от йоги, игр, танцевальных вечеров и заканчивая корпоративными вечеринками без использования цифровых девайсов. Их девиз: «Отключись, чтобы подключиться вновь».

### Национальный день отключения
Национальный день отключения (National day of unplugging) проводится в США. В этот день люди не пользуются компьютерами, чтобы заняться чем-либо другим. Сообщить всему миру о своём опыте отключения можно через сайт, заполнив шаблон и сфотографировавшись.

### Цифровой детокс в туризме
Тренд цифрового детокса стал очень быстро популярен в туристической сфере. Например, сайт Сент-Винсент и Гренадины, в рамках своей программы цифрового детокса, призывает туристов оставить дома все технические устройства и, пребывая на островах, насладиться простыми удовольствиями жизни без мобильных телефонов и гаджетов. Их туристический пакет цифрового детокса включает в себя отправляемую заранее специальную брошюру, в которой подробно объяснено, как обходиться без технологий во время путешествия.
Услуга «Отключись» в отеле Кинси в пригороде Вашингтона предоставляет посетителям возможность оставить свои компьютеры, планшеты и смартфоны на ресепшен. Работники отеля хранят устройства у себя до конца пребывания клиента.

### Цифровой детокс в рекламе и «войне брендов»
Цифровой детокс стал также весьма распространенным трендом в маркетинговой среде. Вместо напоминаний о том, как важно быть в курсе всех новостей и оставаться на связи, в кампаниях многих брендов появилась обратная тенденция.
Например, сеть ресторанов быстрого питания Burger King предлагала бесплатный воппер каждому, кто удалит через специальное приложение 10 своих друзей и сообщит об этом в Facebook.
Компания Coca-Cola сняла ролик о том, что люди вокруг всё больше погружаются в виртуальную реальность и теряют связь с окружающим миром. Coca-Cola, по утверждению авторов, возвращает людей в реальность и дает повод для общения в реальном мире.
Агентство JWT организовало для KitKat в городах специальные лавочки, вокруг которых отсутствует вай-фай. На лавочках можно спокойно поболтать и перекусить шоколадкой.

## Критика
Алексис Мэдригал, американский журналист и редактор «The Atlantic» сравнивает летний лагерь цифрового детокса «Camp Grounded» и его идеи со сторонниками движения Back-to-the-land («Назад к земле») 1960-х годов, которые считали, что смена традиционных источников энергии на солнечные изменит их души, а также с последователями «нового натурализма» с идеями отказа от стремления к достижениям, конкуренции, технологиям и приобщения к природе. По мнению Алексиса, эти мысли так же утопичны и бессмысленны, как и цифровой детокс. Во-первых, отказавшись от технологий, один человек не решит проблему их несовершенства, так же как и отказ от еды, наполненной добавками, не решает мировых сельскохозяйственных проблем. Недостаточно просто знать, что «что-то не так», нужно выяснить причину этого и действовать совместно, основываясь на конструктивной критике. Во-вторых, согласно Алексису, человек сам по себе является существом несовершенным, поэтому так или иначе будет поддаваться каким-либо зависимостям: будь-то алкоголь, сплетни или же интернет-зависимость. Устранив одну из них, человечество вовсе не станет лучше.
Писательница Дженни Оделл указывает на то, что идею «цифрового детокса» поглотила концепция капиталистической продуктивности, которая предполагает, что после «отключения» люди смогут отдавать ещё больше сил работе.